# Mys Byandovan
Mys Byandovan är en udde i Azerbajdzjan.   Den ligger i distriktet Baku, i den sydöstra delen av landet, 90 km sydväst om huvudstaden Baku.
Terrängen inåt land är huvudsakligen mycket platt. Trakten är glest befolkad. 